# Tutak, Doğubayazıt
Tutak là một xã thuộc huyện Doğubayazıt, tỉnh Ağrı, Thổ Nhĩ Kỳ. Dân số thời điểm năm 2011 là 1.373 người.